# Umspannwerk Kühmoos

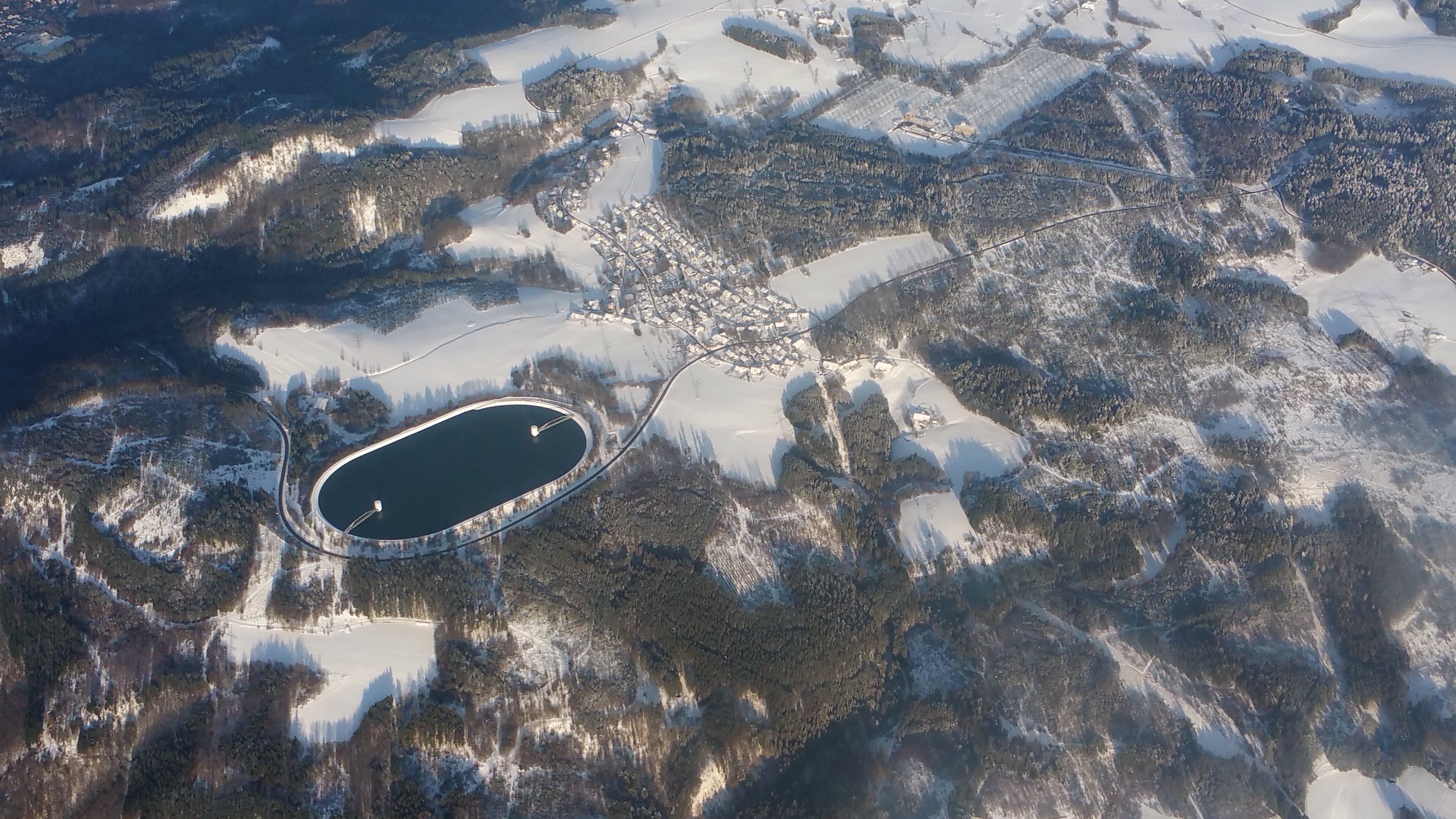
Anlage Kühmoos am oberen Bildrand, links das Eggbergbecken

Das Umspannwerk Kühmoos wird von der Schluchseewerk AG sowie den Übertragungsnetzbetreibern TransnetBW und Amprion betrieben. Es ist eines der größten Umspannwerke in Deutschland. Es befindet sich im baden-württembergischen Landkreis Waldshut in der Nähe des Rickenbacher Ortsteil Jungholz und wurde 1966/67 errichtet. Es besteht aus einem 380-Kilovolt- und einem 220-kV-Anlagenteil, welche über eine 660-MVA-Transformatorenbank miteinander verknüpft sind. Über das Umspannwerk Kühmoos wird der in den Kavernenkraftwerken Bad Säckingen und Wehr erzeugte Strom in das Verbundnetz eingespeist. Auf dem Areal des Umspannwerks befindet sich auch die Lastverteilungswarte. Der Eigentumsübergang des Umspannwerk Kühmoos an TransnetBW und Amprion wurde am 10. März 2021 notariell besiegelt. Seit dem 1. April 2021 sind die TransnetBW GmbH und die Amprion GmbH alleinige Eigentümer. Die Gebäude und sonstigen Betriebsflächen gehen jedoch erst zum 1. Januar 2025 an die Übertragungsnetzbetreiber über.